# Хорваты в Эквадоре
Хорваты в Эквадоре (хорв. Hrvati u Ekvadoru, исп. Croatas en Ecuador) — это эквадорцы, которые происходят от мигрантов из Хорватии. В Эквадоре проживает около 4000 хорватов и их потомков. Можно упомянуть два основных периода иммиграции хорватов в Эквадор; первый в конце XIX века и начале XX века, и в последнее время (начиная с 90-х годов XX века). В течение первого периода хорватские иммигранты были в основном торговцами из Дубровника, Сплита и острова Вис, которые поселились в сельскохозяйственных регионах Эквадора, особенно в провинции Манаби, и в таких городах, как Баия Де Каракес, Чоне, Манта, Портовьехо и Гуаякиль, Куэнка и Кито. 
Нынешняя волна иммиграции хорватов началась с их прибытия в Эквадор, и в значительной степени была вызвана интересом к рыбной промышленности и исследованию морских ракообразных. Большинство из этих новых иммигрантов прибывают с Адриатического побережья, особенно из Сплита, и заняты в обрабатывающей промышленности тунца и сардин. Эквадорские хорваты и их потомки имеют высокий культурный и экономический статус в обществе и весьма заметны, особенно в области сельского хозяйства и рыболовства, а также в торговле и промышленности. Эквадор имеет большой парк судов для перевозки бананов; также рыбные и торговые суда, экипаж которых также состоит из хорватов, проживающих в Гуаякиле. Однако они не зарегистрированы как хорватские иммигранты. В 2004 году в Эквадоре была создана ассоциация, где часто собираются хорваты и их потомки. Сюда относятся также истрорумыны, которые приспособились к эквадорскому обществу из-за языкового сходства между истрорумынским и испанским языками, а также латинской самоидентификации истрорумын.